# Dystynkcje Inspekcji Transportu Drogowego
Dystynkcje Inspekcji Transportu Drogowego – oznaczenia stanowisk służbowych zajmowanych przez inspektorów Inspekcji Transportu Drogowego.

## Obowiązujące dystynkcje
Obecnie używane dystynkcje Inspekcji Transportu Drogowego określone są w Rozporządzenie Ministra Transportu, Budownictwa i Gospodarki Morskiej z dnia 31 lipca 2012 r. w sprawie umundurowania Inspekcji Transportu Drogowego. 
| dystynkcja inspektora (pochewka na naramiennik) | |                                                              |                                                                              |                                                                                                   |                                                              |                                                                              |
| ----------------------------------------------- | --- | ------------------------------------------------------------ | ---------------------------------------------------------------------------- | ------------------------------------------------------------------------------------------------- | ------------------------------------------------------------ | ---------------------------------------------------------------------------- |
| stanowisko                                      | - Młodszy kontroler transportu drogowego - Młodszy kontroler ruchu drogowego - Podreferendarz w GITD | - Kontroler transportu drogowego - Kontroler ruchu drogowego | - Starszy kontroler transportu drogowego - Starszy kontroler ruchu drogowego | - Młodszy inspektor transportu drogowego - Młodszy inspektor ruchu drogowego - Referendarz w GITD | - Inspektor transportu drogowego - Inspektor ruchu drogowego | - Starszy inspektor transportu drogowego - Starszy inspektor ruchu drogowego |

| dystynkcja inspektora (pochewka na naramiennik) |                                                                                  |                                                                                       | | |                                              | |
| ----------------------------------------------- | -------------------------------------------------------------------------------- | ------------------------------------------------------------------------------------- | --- | --- | -------------------------------------------- | --- |
| stanowisko                                      | - Młodszy specjalista transportu drogowego - Młodszy specjalista ruchu drogowego | - Specjalista transportu drogowego - Specjalista ruchu drogowego - Specjalista w GITD | - Starszy specjalista transportu drogowego - Starszy specjalista ruchu drogowego - Starszy specjalista w GITD | - Główny specjalista transportu drogowego - Główny specjalista ruchu drogowego - Główny specjalista w GITD | Kierownik oddziału wydziału inspekcji w WITD | - Zastępca naczelnika wydziału inspekcji w WITD - Zastępca naczelnika wydziału w GITD - Kierownik sekcji w GITD |

| dystynkcja inspektora (pochewka na naramiennik) | | | |                                                   |                                       |  |
| ----------------------------------------------- | --- | --- | --- | ------------------------------------------------- | ------------------------------------- |  |
| stanowisko                                      | - Naczelnik wydziału inspekcji w WITD - Naczelnik wydziału w GITD - Radca Głównego Inspektora Transportu Drogowego - Radca Generalny w GITD | - Zastępca Wojewódzkiego Inspektora Transportu Drogowego - Zastępca dyrektora biura lub komórki równorzędnej w GITD - Zastępca naczelnika delegatury GITD | - Wojewódzki Inspektor Transportu Drogowego - Dyrektor biura lub komórki równorzędnej w GITD - Naczelnik delegatury GITD | Zastępca Głównego Inspektora Transportu Drogowego | Główny Inspektor Transportu Drogowego |  |

## Dystynkcje historyczne

### Dystynkcje obowiązujące w latach 2002-2004
W latach 2002–2004 w Inspekcji Transportu Drogowego dystynkcje stanowisk służbowych noszono na rękawach bluzy służbowej i marynarki gabardynowej oraz nad lewą kieszenią swetra, koszuli służbowej i koszulki typu polo. Ponadto dystynkcje noszono także na otokach czapek garnizonowych.
| dystynkcja inspektora (na piersi) |                   |
| stanowisko                        | Młodszy inspektor |

| dystynkcja inspektora (na piersi) |                                      |                         |
| stanowisko                        | Zastępca Wojewódzkiego Inspektora TD | Wojewódzki Inspektor TD |

### Dystynkcje obowiązujące w latach 2004-2009
W roku 2004 w życie weszło nowe rozporządzenie Ministra Infrastruktury w sprawie umundurowania Inspekcji Transportu Drogowego. Rozporządzaniem tym dodano nowe wzory dystynkcji dla stanowisk służbowych: Główny Inspektor Transportu Drogowego, Zastępca Głównego Inspektora Transportu Drogowego, Dyrektor biura w Głównym Inspektoracie Transportu Drogowego oraz zmieniono wzór dystynkcji dla Zastępcy Wojewódzkiego Inspektora Transportu Drogowego i Wojewódzkiego Inspektora Transportu Drogowego, a także ustalono, że dystynkcje przysługujące naczelnikowi wydziału w wojewódzkim inspektoracie i kierownikowi delegatury wojewódzkiego inspektoratu mają mieć identyczny wzór, jak te przysługujące dotychczas Zastępcy Wojewódzkiego Inspektora Transportu Drogowego.
Sposób noszenia dystynkcji nie uległ zmianie.
| dystynkcja inspektora (na piersi) |                   |           |                   |
| stanowisko                        | Młodszy inspektor | Inspektor | Starszy inspektor |

| dystynkcja inspektora (na piersi) |                                                       |                                      |                         |
| stanowisko                        | Kierownik delegatury, Naczelnik Wydziału ds. kontroli | Zastępca Wojewódzkiego Inspektora TD | Wojewódzki Inspektor TD |

| dystynkcja inspektora (na piersi) |                                                                        |                                 |                     |
| stanowisko                        | Dyrektor biura właściwego do spraw kontroli w Głównym Inspektoracie TD | Zastępca Głównego Inspektora TD | Główny Inspektor TD |

### Dystynkcje obowiązujące w latach 2009-2010
W roku 2009 weszło w życie nowe rozporządzenie Ministra Infrastruktury w sprawie umundurowania Inspekcji Transportu Drogowego. Nowym rozporządzeniem wprowadzono nowe elementy umundurowania, a z tym wiązało się wprowadzenie nowych dystynkcji oraz nowego sposobu ich noszenia.
Zmieniono sposób noszenia dystynkcji – zamiast noszenia ich na rękawach oraz nad lewą kieszenią, wprowadzono ciemnozielone pochewki nakładane na naramienniki.
| dystynkcja inspektora (na piersi) |                   |           |                   |
| stanowisko                        | Młodszy inspektor | Inspektor | Starszy inspektor |

| dystynkcja inspektora (na piersi) |                                                             |                                      |                         |
| stanowisko                        | Naczelnik wydziału inspekcji w wojewódzkim inspektoracie TD | Zastępca Wojewódzkiego Inspektora TD | Wojewódzki Inspektor TD |

| dystynkcja inspektora (na piersi) |                                                                                    |                                                                                    |                                                                                |                                 |                     |
| stanowisko                        | Pracownik wydziału właściwego ds. nadzoru inspekcyjnego w Głównym Inspektoracie TD | Naczelnik wydziału właściwego ds. nadzoru inspekcyjnego w Głównym Inspektoracie TD | Dyrektor biura właściwego ds. nadzoru inspekcyjnego w Głównym Inspektoracie TD | Zastępca Głównego Inspektora TD | Główny Inspektor TD |

### Dystynkcje obowiązujące w latach 2010-2012
Rozporządzenie Ministra Infrastruktury z dnia 16 czerwca 2010 wprowadziło nowe wzory dystynkcji. Rozporządzenie to zmieniło również wykaz stanowisk służbowych oraz wymiary pochewek zakładanych na naramienniki.
Od tego czasu dystynkcje nosi się na pochewkach zakładanych na naramienniki kurtki, płaszcza, marynarki, bluzy polowej, swetra i koszuli. Ponadto dystynkcje nosi się także na taśmie otokowej czapki i klapach marynarki. Zrezygnowano z noszenia dystynkcji na kamizelce odblaskowej.
| dystynkcja inspektora (pochewka na naramiennik) |                                        |                                |                                        |                                        |                                |                                        |
| ----------------------------------------------- | -------------------------------------- | ------------------------------ | -------------------------------------- | -------------------------------------- | ------------------------------ | -------------------------------------- |
| stanowisko                                      | Młodszy kontroler transportu drogowego | Kontroler transportu drogowego | Starszy kontroler transportu drogowego | Młodszy inspektor transportu drogowego | Inspektor transportu drogowego | Starszy inspektor transportu drogowego |

| dystynkcja inspektora (pochewka na naramiennik) |                                          |                                  |                                          |                                         | |                                               |
| ----------------------------------------------- | ---------------------------------------- | -------------------------------- | ---------------------------------------- | --------------------------------------- | --- | --------------------------------------------- |
| stanowisko                                      | Młodszy specjalista transportu drogowego | Specjalista transportu drogowego | Starszy specjalista transportu drogowego | Główny specjalista transportu drogowego | - Kierownik oddziału wydziału inspekcji w WITD - Pracownik biura właściwego ds. nadzoru inspekcyjnego w GITD | Zastępca naczelnika wydziału inspekcji w WITD |

| dystynkcja inspektora (pochewka na naramiennik) | | | |                                                   |                                       |  |
| ----------------------------------------------- | --- | --- | --- | ------------------------------------------------- | ------------------------------------- |  |
| stanowisko                                      | - Naczelnik wydziału inspekcji w WITD - Naczelnik wydziału właściwego ds. nadzoru inspekcyjnego w GITD | - Zastępca Wojewódzkiego Inspektora Transportu Drogowego - Zastępca dyrektora biura właściwego ds. nadzoru inspekcyjnego w GITD | - Wojewódzki Inspektor Transportu Drogowego - Dyrektor biura właściwego ds. nadzoru inspekcyjnego w GITD | Zastępca Głównego Inspektora Transportu Drogowego | Główny Inspektor Transportu Drogowego |  |